# وجبة الغداء المدرسية في اليابان
الوجبة المدرسية هي وجبة تقدم للطلاب (باليابانية: 日本の学校給食)، وغالبًا ما تشمل الإفطار أو الغداء أو وجبة مسائية. في اليابان، تُشير غالبًا إلى وجبات الغداء المدرسية. بدأت الوجبات المدرسية في اليابان عام 1889، حيث قدمت مدرسة ابتدائية وجبات مجانية للأطفال المحتاجين. بعد الحرب العالمية الثانية، كانت الوجبات تتكون من رغيف خبز وحليب منزوع الدسم، قبل أن يُعاد إدخال الأرز إلى الوجبات في عام 1976. عادة ما يتم تخططة من قبل خبراء التغذية في المدارس اليابانية لقائمة الوجبات المدرسية، وعادة ما يقدم الطلاب الطعام بأنفسهم. يتم تقديم الوجبات المحلية في بعض المناطق.

## تاريخها

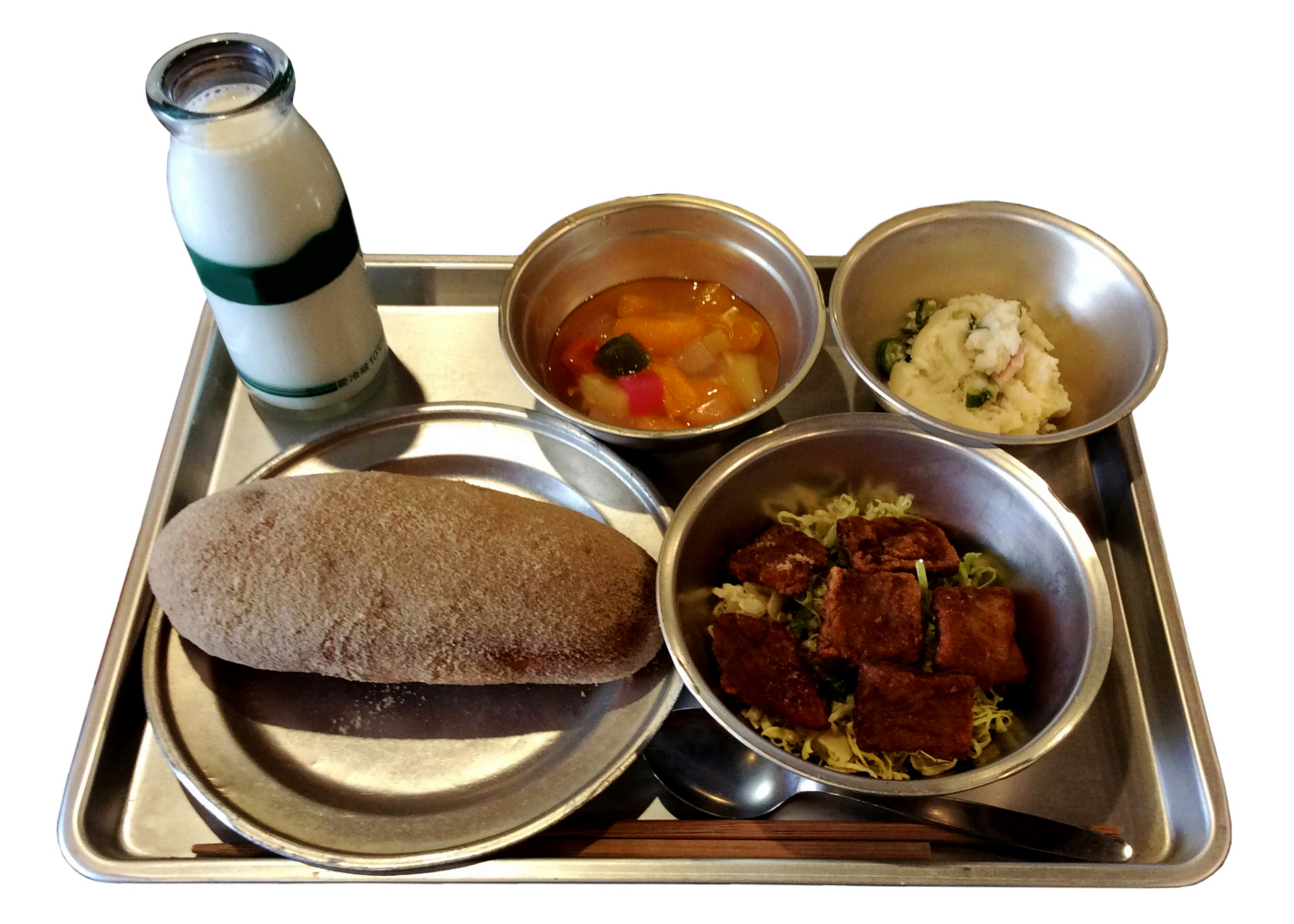
وجبة غداء مدرسية يابانية معاد إنتاجها، سبعينيات القرن العشرين

تم تقديم الوجبات المدرسية لأول مرة في اليابان عام 1889 في مدرسة ابتدائية بمدينة تسوروكا، حيث قُدمت وجبات مجانية للأطفال الذين لا يستطيعون إحضار الطعام. شجعت الحكومة هذا النظام عام 1923، وانتشر في جميع أنحاء البلاد قبل أن يُلغى بسبب نقص الغذاء. بعد الحرب العالمية الثانية، عادت الوجبات المدرسية بدعم من قوات الحلفاء ومنظمات الإغاثة. ومع توقيع معاهدة سان فرانسيسكو عام 1951، انتهت المساعدات الأمريكية، مما جعل النظام في خطر.
في عام 1954، تم إصدار قانون الغداء المدرسي الذي أقر توفير الوجبات في جميع المدارس، رغم أن هذا لم يكن إلزاميًا، مما يعني أن بعض المدارس لا تزال لا تقدم وجبات مدرسية حتى اليوم
بعد الحرب، تضمنت وجبات الغداء في البداية عناصر مثل الخبز ولفائف الخبز ومسحوق الحليب منزوع الدسم، والذي استُبدل عام 1958 بزجاجات الحليب والكرتون. لاحقًا، تم توسيع الوجبات لتشمل الدقيق المقدم من مؤسسة خيرية أمريكية، بالإضافة إلى الحلوى وأطباق مثل الفجل، التي كانت تتغير يوميًا.
لم يتم تقديم الأرز في الوجبات المدرسية حتى عام 1976، حيث كانت الوجبات تعتمد على الخبز بسبب انخفاض إمدادات الأرز وارتفاع أسعار الأرز مقارنة بالخبز. في عام 1967، ومع زيادة إمدادات الأرز، بدأت الحكومة في تنفيذ برنامج لتوفير الأرز في وجبات المدارس
كان لحم الحوت يُقدم أيضًا حتى سبعينيات القرن العشرين، على الرغم من عودته وتقديمه في محافظة أوساكا في عام 2021. 

## المشاركة
لم يتطلب قانون الغداء المدرسي من المدارس تقديم وجبات مدرسية.  ومع ذلك، فإن الغالبية العظمى من المدارس اليابانية تقدم وجبات الغداء المدرسية؛ ففي عام 2014، قدمت 99.2% من المدارس الابتدائية و87.9% من المدارس الإعدادية هذه الخدمة.
لم تقدم مدينة يوكوهاما وجبات مدرسية في المدارس المتوسطة حتى أبريل 2018، عندما بدأت المدينة في تقديمها.   لا تقدم بعض المدارس المتوسطة في مدن مثل ماشيدا وجبات الطعام. 
تشير الدراسات إلى أن برنامج الغداء المدرسي ساهم في انخفاض معدل زيادة الوزن والسمنة بين الأطفال في اليابان، وسد الفجوات الاجتماعية والاقتصادية في تناول الفواكه والخضروات بين طلاب المدارس الابتدائية.

## التحديات

### تكاليف الوجبات المدرسية
وجدت دراسة أجرتها وزارة التعليم والثقافة والرياضة والعلوم والتكنولوجيا أن هناك تباينًا كبيرًا بين المدارس في تكاليف الغداء، حيث بلغت تكلفة أغلى المدارس 1.4 مرة أكثر من أدنى المدارس. 
وتجد العديد من البلديات صعوبة في الحفاظ على جودة وجبات الغداء المدرسية مع ارتفاع تكاليف المكونات، حيث يتم توفير لحوم الدجاج بدلاً من لحم الخنزير ولحم البقر في العديد من المدارس.  وقد تبين أن بعض البلديات، وخاصة في المناطق الحضرية، تقدم وجبات مدرسية أقل من الإرشادات الوطنية. 

### عدم سداد فواتير الوجبات المدرسية
وقد لوحظ أن بعض الآباء الذين لديهم القدرة على دفع ثمن الوجبات المدرسية يرفضون عمداً دفع ثمنها. وتعرضت محاولات رفض تقديم الوجبات المدرسية للأطفال الذين يرفض آباؤهم دفع الفواتير لانتقادات شديدة باعتبارها انتهاكا للقانون وتمييزا في التعليم. بالإضافة إلى ذلك، لا يستطيع الآباء الفقراء دفع ثمن وجبات المدارس.  في عام 2015، أعلنت 4 مدارس متوسطة في كيتاموتو، سايتاما ، أن المدارس سترفض تقديم وجبات مدرسية إذا لم يتم دفع الفواتير لمدة 3 أشهر، مما أدى إلى تقليص عدد الآباء الذين لا يدفعون لهم من 43 إلى 3. 

### مشاكل الحساسية
يوجد أكثر من 527000 طالب في المدارس الابتدائية والمتوسطة الحكومية في اليابان يعانون من حساسية الطعام اعتبارًا من عام 2023، وهو ما يمثل 6.3٪ من جميع الطلاب.  وقد ثبت وجود نقص عام في الرعاية المقدمة لهؤلاء الطلاب، ويرجع ذلك أساسًا إلى نقص الموظفين واللوائح. 

## التحضير

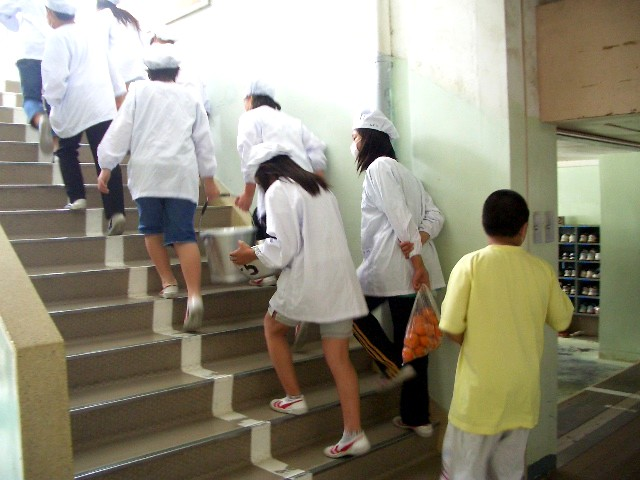
في اليابان، يقوم الطلاب بإعداد الطاولات وتنظيفها.

لا يتم طهي الوجبات المدرسية اليابانية من مكونات مجمدة، وفي بعض الأحيان يتم طهيها في المدارس. في العديد من المدارس، يقوم خبراء التغذية في المدارس بإعداد وصفات الوجبات. يقوم الطلاب بإعداد الوجبات بأنفسهم ويقومون أيضًا بجزء من التنظيف، بدلاً من توظيف عمال النظافة.  وفقًا لـ تشيكو هارلان: 
على الرغم من أن الحكومة المركزية في اليابان تحدد إرشادات غذائية أساسية، إلا أن التنظيم في هذا المجال يعتبر محدودًا. ليس من الضروري أن تلبي كل وجبة معايير سعرات حرارية دقيقة. تقول السلطات الحكومية إنها تملك السلطة للتدخل إذا كانت المدارس تقدم طعامًا غير صحي، لكنهم لا يتذكرون أي حالات حدث فيها ذلك.
تتميز الوجبات المدرسية في اليابان بجودة عالية، حيث تصدر منطقة أداشي كتاب طهي ملون يضم أفضل الوجبات المدرسية. ومع ذلك، لا تعني المأكولات اليابانية بالضرورة أنها صحية، حيث تشمل أطباق مثل الدجاج المقلي ورامين لذيذ مع لحم الخنزير. لكن كما هو الحال في معظم المطابخ، يمكن أن تكون الأطباق صحية.
لا تُقدم الحلويات عادة، باستثناء الفواكه والزبادي، وتظهر الأطعمة المقلية بشكل معتدل.
في كل من المدرسة الابتدائية والمتوسطة، يرتدي الطلاب معاطف بيضاء وقبعات ويخدمون زملائهم في الفصل، الذين يتناولون الطعام معًا في فصولهم الدراسية بدلاً من تناوله في الكافتيريا. 
يتم تقديم الوجبات المحلية ، مثل السلطعون في محافظة توياما والتاكوياكي في محافظة أوساكا ، في بعض الأحيان في المدارس في جميع أنحاء البلاد.  
وفقًا لمسح أجرته وزارة التعليم والثقافة والرياضة والعلوم والتكنولوجيا في عام 2021، فإن 99% من المدارس الابتدائية و91% من المدارس المتوسطة تقدم وجبات مدرسية. 
في المدارس الكورية الشمالية في اليابان، يتم تقديم الأطعمة الكورية ، مثل الكيمتشي .

### الدور في التعليم
تعتبر الوجبات المدرسية في اليابان جزءًا من التعليم الغذائي. في القانون الأساسي لـ Shokuiku، الذي تم إنشاؤه في عام 2005، تم وضع التعليم الغذائي باعتباره "أساسًا للحياة البشرية وهو أمر أساسي للتعليم الفكري والتعليم الأخلاقي والتربية البدنية". 
حتى سبعينيات القرن العشرين، كانت الوجبات المدرسية في اليابان تحظى بأولوية عالية في الحد من أعداد الأطفال الذين يصعب إرضاؤهم في تناول الطعام وعلاج سوء التغذية. ونتيجة لذلك، منعت بعض المدارس الطلاب من ترك الأطعمة خارج المدرسة، وفي حالات نادرة، قام المعلمون بإطعام الطلاب الطعام بالقوة ، أو أبقوا الطلاب في الفصل الدراسي حتى يأكلوه، مما أدى إلى صدمات نفسية.   وقد تعرضت هذه الممارسة لانتقادات شديدة بين الناس باعتبارها انتهاكًا لحقوق الإنسان . 

## انظر ايضا
التعليم في اليابان